# Silvio Dante
Silvio Manfred Dante (engl. Silvio Manfred Dante) je izmišljeni lik u američkoj televizijskoj seriji „Porodica Soprano“ (engl. The Sopranos) Dejvida Čejsa. Silvio živi u Nju Džerzi, gde je član najjače lokalne mafijaške grupe, u kojoj je savetnik (consigliere) Tonija Soprana, šefa pomenute grupe, i glavnog lika serije. Lik Silvia tumači glumac Stiven van Zant. 

## O liku
Silvio Dante nije oduvek želeo da bude mafijaš. Dok je bio mlad, želeo je da napravi karijeru uspešnog pevača, ali je ipak završio kao menadžer toples igračica. Bio je vlasnik nekoliko klubova, a trenutno je suvlasnik i menadžer u Bada Bingu, klubu u kome se njegovi saradnici često okupljaju, kako radi ugovaranja poslova, tako i radi zabave. Sa druge strane, Silvio je i porodični čovek; on i njegova žena Gabrijela imaju ćerku tinejdžerskog uzrasta koja trenira fudbal, i koju njen otac zove „prinćipesom“.
Silvio u Sporano grupi radi na poziciji Tonijevog savetnika (consigliere), na poziciji za koju je vrlo kvalifikovan. Kao i ostali članovi kruga Tonijevih najbližih saradnika, Silvio je u „poslu“ ceo svoj život. Za razliku od Tonija, Silvio nije rob svojih impulsivnog temperamenta , već je uglavnom objektivan, razuman, i sposoban da situaciju sagleda iz svih uglova i nakon toga Toniju da odgovarajući savet. Na primer: Kada je Toni dospeo u nezavidan položaj jer je napao jednog od saradnika i na taj način prekršio jedan od osnovnih zakona mafije, Slivio je bio taj koji ga je urazumio i posavetovao da situaciju reši bez upotrebe nasilja. 
Međutim, sve to ne znači da je Silviu nasilje nepoznato. Kada se jedna od njegovih igračica nije pojavila na poslu, Silvio ju je vukao za kosu po podu kluba. S vremena na vreme savetuje Tonija da reši probleme sa saradnicima tako što će ih ubiti, a i sam je lično učestvovao u ubistvu Big Pusia Bonpensiera. Ali ne računajući igranje pokera (zna da se iznervira ako ne pobeđuje), Silvio je poznat kao čovek koji retko ne drži stvari pod kontrolom.
Za vreme Tonijeve kome, on je bio taj koji je vodio poslove „porodice“, i u tom periodu je svojoj ženi Gabrijeli otkrio da je, u vreme kada je Toni proglašen za šefa organizacije, i on razmatran za tu poziciju.

## Zanimljivosti
- Glumac Stiven van Zant, koji tumači ulogu Silvia Dante, poznat je kao gitarista u E Street bendu Brusa Springstina, a uloga u „Porodici Soprano“ je njegovo prvo bavljenje glumom ikada. Dejvid Čejs je oduvek bio fan njegove muzike i želeo je da napiše ulogu za njega. Pozvao ga je na audiciju za ulogu Tonija Soprana, iako Stiven nije imao glumačkog iskustva, ali van Zant nije želeo da oduzme ulogu pravim glumcima, pa je Čejs za njega napisao ulogu Silvia Dantea.

- Lik Silvia Dantea je zasnovan na liku istog imena koji je junak kratke priče koju je Stiven van Zant napisao i pokazao reditelju Dejvidu Čejsu.

- Supruga Stivena van Zanta, Maurin van Zant u „Porodici Soprano“ glumi Gabrijelu, ženu Silvia Dantea, lika koji on tumači.

## Spoljašnje veze
- Porodica Soprano na zvaničnom sajtu televizije HBO (језик: енглески)
- Silvio Dante na IMDb (језик: енглески)